# پیوتر تاداروفسکی
پیوتر یفیموویچ تاداروفسکی (روسی: Пётр Ефи́мович Тодоро́вский؛ اوکراینی: Петро Юхимович Тодоровський؛ ۲۶ اوت ۱۹۲۵ – ۲۴ مهٔ ۲۰۱۳) یک کارگردان فیلم، فیلم‌نامه‌نویس اهل اتحاد جماهیر شوروی سوسیالیستی بود.
فیلم وی «رمانس دوران جنگ» (۱۹۸۳) نامزد دریافت جایزه اسکار بهترین فیلم خارجی‌زبان گردید و بازیگر آن اینا چوریکوفا نیز برندهٔ خرس نقره‌ای برای بهترین بازیگر زن در ۳۴مین دورهٔ جشنواره بین‌المللی فیلم برلین شد.
از فیلم‌هایی که وی در آن‌ها نقش داشته است، می‌توان به دیگر هرگز اشاره نمود.
وی همچنین برندهٔ جوایزی همچون هنرمند مردمی جمهوری شوروی فدراتیو سوسیالیستی روسیه، هنرمند مردمی روسیه، مدال آزادسازی ورشو، جایزه نیکا و مدال تسخیر برلین شده‌است.
فرزند او والری تاداروفسکی نیز یک کارگردان فیلم است.